# Мгла (фильм)
«Мгла» (англ. The Mist) — фильм ужасов режиссёра Фрэнка Дарабонта, снятый по повести «Туман» Стивена Кинга. Сценарий также был написан Дарабонтом, который ещё с 1980-х годов мечтал перенести повесть на большой экран. Съёмки фильма начались в феврале 2007 года в Шривпорте, расположенном на территории Луизианы. Кинг не был против более мрачной концовки «Мглы», предложенной Дарабонтом, которая отличается от концовки повести. Релиз фильма в США и в Канаде состоялся 21 ноября 2007 года.
Прокатное русское название фильма отличается от русского названия повести во избежание путаницы с фильмом Джона Карпентера 1980 года The Fog и его ремейком, вышедшим двумя годами ранее картины Дарабонта.
В 2017 году был показан американский телесериал «Мгла».

## Сюжет
После разразившейся бури художник Дэвид Дрейтон и его жена Стефани осматривают нанесённый их дому ущерб. Подойдя к берегу озера, на котором расположен их участок, они замечают густой, неестественный белый туман, медленно спускающийся с гор и клубящийся по поверхности озера. Дэвид, его сосед Брент Нортон и восьмилетний сын Дэвида Билли отправляются на машине в супермаркет, чтобы купить всё необходимое для устранения последствий урагана. Находясь в магазине, который, как и весь город, остался без электричества и телефонной связи, они замечают необычную активность полиции и военных из находящейся в горах военной базы, которая, как гласят местные слухи, занимается проектом «Стрела» (англ. ArrowHead). Внезапно всеобщее внимание привлекает Дэн Миллер с текущей из носа кровью, бегущий через стоянку и предупреждающий о чём-то опасном, скрывающемся в наступающем тумане. Один из посетителей супермаркета выбегает из здания и бежит к своему автомобилю, в этот момент его накрывает туман и слышны страшные крики этого человека. Люди решают переждать опасность в магазине и запирают двери, а вскоре снаружи начинается нечто, похожее на землетрясение. Видимость становится практически нулевой, и оказывается, что никто из напуганных неизвестностью людей не хочет проводить до дома женщину, переживающую за своих двоих детей, оставленных дома без присмотра. В конце концов она уходит.
Среди смятённых людей выделяется фанатично религиозная миссис Кармоди, которая провозглашает наступивший Армагеддон. Отправившись на склад в поисках одеяла для сына, Дэвид слышит удары и шум снаружи по подъёмной двери. Он рассказывает об этом работнику магазина Олли Виксу, механикам Джиму и Майрону, но те ему не верят. Подросток-разносчик Норм решает открыть подъёмную дверь, чтобы кто-нибудь прочистил засорившуюся выхлопную трубу генератора. Когда они приподнимают дверь, из тумана снаружи появляются огромные, неестественные щупальца с когтями вдоль внутренней стороны, которые хватают и утаскивают Норма. Дэвид, Олли Викс и механики пытаются убедить группу скептиков, возглавляемую Брентом Нортоном, не выходить на улицу, но те не поддаются на уговоры. Корнелл (один из посетителей магазина) сообщает о том, что в его машине лежит дробовик, и один человек соглашается отправиться вместе с Нортоном, забрать дробовик и вернуться в магазин. Дэвид предлагает ему обвязаться верёвкой, чтобы они знали, сколько им удалось пройти, если что-то случится. Скептики во главе с Брентом Нортоном выходят на улицу. Через некоторое время верёвку как будто что-то хватает, и Дэвиду с трудом удаётся её удержать; он сматывает её и, в конце концов, вытаскивает из тумана окровавленную верёвку, привязанную к половине туловища мужчины, отправившегося за оружием.
Чтобы защитить своё убежище от атак неизвестных монстров, люди начинают закладывать стеклянные витрины супермаркета мешками с удобрением и собачьим кормом, из обмотанных тряпками швабр они делают факелы. Кармоди говорит, что ничего не выйдет и Господу нужна кровавая жертва. С наступлением ночи из тумана появляются новые чудовища — огромные летающие насекомые, похожие на летающих скорпионов, привлечённые светом, и охотящиеся на них крылатые животные, напоминающие птеродактилей. Одно из существ непреднамеренно разбивает витрину, и в ходе последовавшей атаки погибают три человека. Одна из них — девушка (подруга солдата с горной военной базы), укушенная гигантской мухой, которая умирает на руках своего друга в страшных мучениях; второго укусил за шею «птеродактиль» и из-за потери крови он умер. Ещё один оказывается сильно обожжён. На миссис Кармоди нападает такая же муха, но когда та произносит слова молитвы, муха не кусает её; это служит фанатичке лишним подтверждением того, что она — «избранная» самим Богом пророчица. Она начинает собирать последователей, убеждая их, что Конец Света наступил и необходимо человеческое жертвоприношение, чтобы туман исчез. Аманда Дамфрис, которая присматривает за Билли, обнаруживает, что её подруга приняла смертельную дозу лекарства. Билли заставляет отца пообещать, что тот никогда не позволит монстрам забрать его. Видя увеличивающееся число сторонников Кармоди, Дэвид начинает обдумывать план побега. Чтобы убедиться в возможности безопасно добраться до его машины и чтобы добыть лекарства для обожжённого человека, он и небольшая группа людей отправляются в соседнюю аптеку. Там на них нападают существа, напоминающие пауков, которые уносят жизни ещё двоих человек. Кроме того, в аптеке группа Дэвида обнаруживает военного полицейского, из кожи которого лезут крохотные паучки, наподобие больших существ. Пока полицейский ещё жив, он сообщает, что туман возник по вине военных из проекта «Стрела». После провала вылазки группа Кармоди становится ещё сильнее, к ней примыкают всё больше и больше членов. Среди них и участник экспедиции в аптеку — механик Джим, который стал одним из самых ревностных её последователей.
Выжившие обнаруживают, что двое солдат, участвовавших в проекте «Стрела», повесились во время похода в аптеку. Оставшийся солдат — тот, чья девушка умерла от укуса мухи — рассказывает, что учёные из проекта случайно открыли окно в параллельный мир, оттуда появились и существа, и туман. Последователи Кармоди, которых уже стало большинство, бьют его ножом несколько раз, после чего выкидывают наружу, чтобы его кровью купить себе один день безопасности от монстров. Солдата убивает исполинское, похожее на богомола существо. Дэвид и его небольшая группа решают, что необходимо уезжать. Опасаясь фанатиков, они назначают отъезд на утро, когда все будут спать. Однако утром беглецы были пойманы у выхода миссис Кармоди, которая убеждает своих сторонников, что необходимо принести в жертву Билли. Начинается потасовка, в ходе которой Олли Викс двумя выстрелами убивает Кармоди. Больше никто не решается помешать отъезду героев. Но пока они добирались до автомобиля Дэвида, трое (Викс, Майрон, Корнелл) были убиты монстрами. Однако Аманде, Дэвиду, Билли, Дэну и Ирен удаётся уехать.
Сквозь туман Дэвид отправляется в направлении своего дома, где обнаруживает, что его жена стала жертвой паукообразных чудовищ. Дэвид решает ехать столько, сколько хватит горючего. По дороге они наблюдают проход колоссального монстра с телом, покрытым огромными свисающими щупальцами, и шестью колоннообразными ногами, чьи шаги сотрясают землю. Горючее кончается, и группа в молчании соглашается, что идти больше некуда. Последними четырьмя патронами Дэвид убивает тех, кого спасал, в том числе и Билли. Рыдая, Дэвид пытается застрелить себя теперь уже пустым револьвером, после чего выходит из машины, призывая монстров из тумана забрать его жизнь. Нарастает гул, Дэвид всматривается в клубящуюся позади его машины мглу, ожидая преследующих монстров. Но оттуда, из тумана, выезжают танки и другая военная техника, а за ними следует множество солдат, выжигающих огнемётами туман и существ, обитающих в нём. Дэвид видит несколько тягачей, забитых эвакуируемыми гражданскими лицами, среди которых он замечает женщину, которую никто не согласился проводить до дома, где её ждали маленькие дети. Потрясённый Дэвид падает на колени и кричит от отчаяния, осознав, что все это время они отдалялись от очень скорого спасения, а двое солдат пытаются понять, что с ним.

## В ролях
- Томас Джейн (Дэвид Дрэйтон) — примерный семьянин, имеет сына и жену. Показывает людям, что в тумане что-то есть, позже организовывает поход в аптеку. В конце вместе с небольшой группой людей сбегает из магазина.
- Марша Гей Харден (Миссис Кармоди) — религиозная фанатичка, которая верит, что туман — это Судный день. В нее начинает верить все больше людей в магазине. Она не пускает группу Дэвида из магазина, но продавец Олли убивает ее из револьвера.
- Лори Холден (Аманда Дамфриз) — учительница в школе. Проявляет симпатию к Дэвиду. Сбегает вместе с ним. Убита Дэвидом ради спасения от монстров.
- Нэйтан Гэмбл (Билли Дрэйтон) — сын Дэвида. Застрелен им ради спасения от монстров.
- Андре Брауэр (Брент Нортон) — судья, сосед Дэвида, с которым раньше судился. Не верит в монстров в тумане и уходит туда вместе с несколькими людьми. Дальнейшая судьба неизвестна, предположительно он мог погибнуть от монстров.
- Тоби Джонс (Олли Уикс) — продавец магазина. Ловко обращается с оружием. Был в группе Дэвида, ходил с ним в аптеку. Был убит существом, похожим на богомола.
- Уильям Сэдлер (Джеймс «Джим» Грондин) — механик магазина, друг Майрона. Любит выпить. После похода в аптеку сходит с ума, и примыкает к группе Кармоди. Предположительно спасен военными.
- Дэвид Дженсен (Майрон Лафлер) — механик магазина и друг Джима, с которым любит выпить. В отличие от Джима, он не примкнул к группе Кармоди. Под конец вывихнул лодыжку. Был в группе Дэвида, но был убит пауком на улице.
- Джеффри ДеМанн (Дэн Миллер) — приятель Олли. Был со своим другом Джоном Ли, когда того утащило нечто из тумана, и Дэн убежал в магазин. Был в группе Дэвида, ходил вместе с ним в аптеку. Был застрелен Дэвидом ради спасения от монстров.
- Мелисса Макбрайд (Волнующаяся мать) - посетительница магазина, увидел туман, начала тревожиться об оставшихся дома детях, получив отказ сопроводить её до дома, покинула магазин, каким-то чудом добралась до дома, не пострадав. В конце наблюдала за Дэвидом из военного грузовика, на котором её с детьми эвакуировали.
- Фрэнсис Стернхаген (Ирэн Репплер) — пожилая учительница, у которой раньше учился механик Джим. Была в группе Дэвида, ходила с ним в аптеку. Была застрелена Дэвидом, ради спасения от монстров.
- Алекса Давалос (Салли Гейтсон) — продавщица магазина, имела отношения с военным Джессапом. Во время ночного нападения монстров была убита жуком-скорпионом.
- Крис Оуэн (Норм Спеллман) — упаковщик магазина. Не верил Дэвиду, что в тумане что-то есть, поэтому хотел выйти, чтобы прочистить трубу генератора. Убит щупальцами, которые пролезли в щель гаража.
- Сэм Уитвер (Уэйн Джессап) — военный, имел отношения с Салли. Ходил с Дэвидом в аптеку. Когда сторонники Кармоди узнают, что военные причастны к туману, то они сильно ранят Джессапа и выбрасывают его на улицу, где его убивает существо, похожее на богомола.
- Роберт С. Тревилер (Бад Браун) — менеджер магазина, высокомерен и трусоват. Был в группе Дэвида, но испугался и убежал обратно в магазин. Предположительно спасен военными.
- Хуан Гэбриэль Парейа (Моралес) — военный, друг Джессапа и Дональдсона. Повесился, когда узнал о причастности военных к туману.
- Уолтер ФонтЛеРой (Дональдсон) — военный, друг Джессапа и Моралеса. Повесился вместе с Моралесом.
- Энди Стал (Майк Хатлен) — городской селекционер. Пошел вместе с Дэвидом в аптеку, где был убит пауками.
- Бак Тейлор (Амброуз Корнелл) — пожилой мужчина. Был в группе Дэвида, но пауки окружили и убили его.
- Брэндон О'Делл (Бобби «Боб» Иглтон) — посетитель магазина, куда пришел со своим братом Джо. Отправился с Дэвидом в аптеку, где его ногу ранили ядовитой паутиной, отчего он потерял сознание и его пришлось бросить.
- Джексон Херст (Джо Иглтон) — посетитель магазина и брат Бобби. Во время ночного нападения, он споткнулся об ведро с керосином и упал туда с факелом. Получил сильные ожоги и Дэвид снарядил группу в аптеку, но Джо не дожил до прихода людей.
- Брайан Либби (Байкер) — безымянный байкер. Пошел с группой Нортона, чтобы добыть дробовик Амброуза, предварительно обмотавшись веревкой. Убит неизвестным существом, которое оставило от него только нижнюю часть тела.
- Сьюзэн Малерштейн (Хэтти Турман) — подруга Ирэн и няня Билли. Оказалась настолько напугана, что приняла смертельную дозу таблеток.
- Келли Коллинз Линтц (Стефф Дрэйтон) — жена Дэвида. Убита пауками.
- Рон Клинтон Смит (Мистер Макки) — мясник магазина. Примкнул к группе Кармоди. Сильно ранил Джессапа ножом.
- Грегг Браззел (Том Смолли) — посетитель магазина. Во время ночного нападения ему удалось убить жука-скорпиона, но существо похожее на птеродактиля придавило и убило его.
- Мэтью Грир (Сайлас) — уборщик магазина. Ушел вместе с группой Нортона. Предположительно мертв.
- Эймин Джозеф (Военный полицейский) — военный, приезжает в магазин в начале фильма и говорит Джессапу и его друзьям возвращаться. Его закутанное в кокон тело находит Дэвид в аптеке.

### Разработка
Фрэнк Дарабонт хотел экранизировать повесть «Туман» Кинга с 1980 года, когда он впервые прочитал её в составе сборника «Тёмные силы» (англ. Dark Forces). Он хотел, чтобы именно этот фильм стал его режиссёрским дебютом, однако ему пришлось заняться съёмками фильма «Побег из Шоушенка» по другой повести Кинга. Затем режиссёр снимал «Зелёную милю». В декабре 2004 года Дарабонт сообщил, что работает над сценарием фильма. В это же время становится известно, что владельцы компании Dimension Films Боб и Харви Вайнштейны заинтересованы в проекте. Они предоставили необходимый бюджет и назначили начало съёмок на весну 2007 года.

### Написание сценария
Дарабонт заявил, что хочет снять абсолютно другое кино, отличающееся от того, чем он занимался в последнее время. Режиссёр, одновременно являвшийся автором сценария, изменил концовку романа (в книге главный герой и его сын направляются в одно из расположений регулярной армии с целью найти убежище, и их дальнейшая судьба неизвестна) — готовый финал оценил сам Стивен Кинг. Писатель сказал: «Новая концовка просто потрясающая! Она пугает. Но зрители, пришедшие посмотреть фильм ужасов, необязательно хотят увидеть счастливый конец».
Дарабонт сравнивает роман Кинга с произведениями Вильяма Шекспира и сценариями Пэдди Чаефски, говоря, что Кинг осветил те аспекты жизни, о которых принято молчать — люди ведут себя иначе, когда ими овладевает страх. Дарабонт говорит: «Насколько примитивными становятся люди? „Повелитель мух“ — прекрасный тому пример: автор показывает монстров, сидящих внутри самих людей». Режиссёр также проводит параллели с эпизодом сериала «Сумеречная зона» (The Twilight Zone) под названием «The Monsters Are Due on Maple Street» и фильмом 1944 года «Спасательная шлюпка» (Lifeboat).
В романе у главного героя по имени Дэвид Драйтон, женатого на красавице Стеффани, случается сексуальная связь с героиней по имени Аманда Дамфрис, которая также замужем. Дарабонт не хотел, чтобы их связь получила своё воплощение на экране. У героев фильма, сыгранных актёрами Томасом Джейном и Лори Холден, существует куда более сильная, эмоциональная связь. Джейн говорит о героях: «Мы как бы создаём новую семью — Аманда становится моей женой и матерью Билли. Этот кошмар, из которого мы пытаемся выбраться вместе, сплачивает нас». Актриса Лори Холден сравнивает же события фильма с последствиями урагана «Катрина».

### Съёмки
В декабре 2006 года Томас Джейн был утверждён на главную мужскую роль. В январе 2007 года Андрэ Брауэр и Лори Холден также получили роли в фильме. Марша Гей Харден и Тоби Джонс присоединились к актерскому составу позже в том же месяце.
В съемках принимали участие больше 100 статистов из Шривпорта, штат Луизиана. В отличие от обычного использования статистов на заднем плане фильма, 60 статистов были взаимосвязаны с основным актерским составом фильма.

### Музыка
Фрэнк Дарабонт решил, что хочет свести использование музыкальных и звуковых эффектов к минимуму, чтобы передать куда «более гнетущую концовку» фильма, чем оригинальный конец романа. Режиссёр объяснил это тем, что, на его взгляд, «тишина может быть более пугающей, чем странный шум; шёпот — страшнее стука, и мы хотели привести это соотношение к гармонии. Мы свели звуки к минимуму, чтобы в восприятии зрителей фильм получился почти документальным». Для концовки фильма Дарабонт использовал композицию «The Host of Seraphim» в исполнении группы Dead Can Dance — музыку, основанную на стилизованном григорианском пении. Как поклонник группы, Дарабонт заявил, что эта композиция станет своего рода «реквиемом по всему роду людскому».

### Спецэффекты
Дарабонт нанял художника Берни Райтсона для создания образов монстров. Грег Никотеро также создавал внешний вид чудовищ и работал над гримом для картины, а Эверетт Бёррэл занимался компьютерными спецэффектами. Первые задумки появились у Никотеро в 1980-х годах, когда Дарабонт проявил интерес к экранизации повести Кинга. Когда проект наконец был утверждён, Никотеро, Бёррэл и Дарабонт встретились на студии CaféFX для того, чтобы обсудить дизайн будущего фильма.
Другой известный режиссёр Гильермо дель Торо порекомендовал Дарабонту компанию, работавшую над его картиной 2006 года «Лабиринт фавна».
Хотя в романе чудовища были описаны всего парой строк, для Дарабонта было важно создать незабываемых своим дизайном чудовищ. «Мы должны были сделать их уникальными, не такими каких зрители видели в фильмах до нас. На протяжении всех этих лет было создано столько задумок идей — динозавры, драконы, пауки и другие монстры, но наши должны были выглядеть особенно. Неординарные чудовища — вот главная цель при создании визуального ряда картины!». Никотеро тщательным образом изучил историю жанра, дабы избежать повторений и сходства.
После окончания работы дизайнеров создатели чудовищ показали актёрам куклы с их «мимикой» — движением глаз и пастей. В дальнейшем это помогло актёрам воспринимать монстров более живо и, с актёрской точки зрения, достоверно.

### Релиз
Дорелизный просмотр «Мглы» состоялся 18 октября 2007 года на кинофестивале ShowEast, где Дарабонт получил премию Kodak за превосходное режиссёрское мастерство, проявленное в его предыдущих работах «Побег из Шоушенка» и «Зелёная миля». Официальный релиз состоялся 21 ноября 2007 года в США и Канаде и 22 ноября — в России.
Фильм получил 72 % рейтинга на сайте Rotten Tomatoes на основе 109 обзоров, рейтинг кинозрителей на сайте IMDb — 7.1 из 10.

## Слоганы
- «Fear Changes Everything…» (рус. Страх меняет всё…)
- «Stephen King’s Legendary Tale of Terror!» (рус. Легендарная повесть ужаса Стивена Кинга!)
- «Belief divides Them, mystery surrounds Them, but fear changes everything…» (рус. Вера разделяет их, тайна окружает их, но страх меняет всё…)

## Саундтрек
The Mist (Score by Mark Isham) (2007 год)
1. Wont Somebody See a Lady Home? (1:24)
2. Tentacles (3:19)
3. Bugs (7:50)
4. Mist (1:34)
5. Spiders (4:27)
6. Expiation (2:24)
7. Dead Can Dance — The Host of Seraphim (Special Film Version) (7:19)
8. The Vicious Blues (3:48)

## Награды и номинации
| Список номинаций и наград фильма «Мгла». | Список номинаций и наград фильма «Мгла». | Список номинаций и наград фильма «Мгла». | Список номинаций и наград фильма «Мгла». |
| Премия                                   | Номинация                                | Номинант                                 | Результат                                |
| ---------------------------------------- | ---------------------------------------- | ---------------------------------------- | ---------------------------------------- |
| Сатурн (2008)                            | Лучшая киноактриса второго плана         | Марша Гей Харден                         | победитель                               |
| Сатурн (2008)                            | Лучший режиссёр                          | Фрэнк Дарабонт                           | номинант                                 |
| Сатурн (2008)                            | Лучший фильм ужасов                      |                                          | номинант                                 |
| Молодой актёр                            | Лучший актёр в возрасте до 10 лет        | Нейтан Гэмбл                             | номинант                                 |
| Сатурн (2009)                            | Лучшее специальное DVD-издание           | 2-дисковое специальное издание           | победитель                               |
| Империя (2009)                           | Лучший фильм ужасов                      |                                          | номинант                                 |